# Гайді Клум
Га́йді Клум (нім. Heidi Klum, з 2009 року Гайді Семюель, нім. Heidi Samuel; нар. 1 червня 1973, Бергіш-Гладбах, Північний Рейн-Вестфалія, ФРН) — німецька супермодель, акторка, телеведуча, модельєрка, телепродюсерка і підприємиця.

## Біографія
Народилась у сім'ї перукарки і директора косметичної компанії.
З 1997 по 2003 була одружена зі стилістом Ріком Піпіном. Після розлучення зустрічалася з менеджером Формули-1 Флавіо Бріаторе, від якого 4 травня 2004 року народила доньку Лені. Пара розпалася, не уклавши шлюб, через брак часу. 10 травня 2005 Клум одружилася з британським співаком Сілом, народила двох синів. 9 жовтня 2009 народила доньку Лу Сулолу Самуель (Lou Sulola Samuel), яка, за словами пари, повинна була стати їх останньою дитиною. Восени 2009 року Клум взяла прізвище Семюель. Восени 2014 року пара розлучилась. З лютого 2019 року одружена з Томом Каулітц.
З 1993 Клум мешкає у США.
Захоплюється лижами, кулінарією, живописом, блошиними ринками та аукціонами.

## Кар'єра
З кінця 90-х років Гайді Клум вважається однією з найвідоміших моделей у світі. Її кар'єра почалася в 1992 році виграшем головного призу в «Late Night-Show» Томаса Готтшалка. 19-річна школярка перемогла у змаганні з 25 тисячами учасниць, в якості призу підписавши контракт з модельним агентством на 300 000 доларів. Після школи вона відмовилася від навчання на дизайнерку одягу в Дюссельдорфі і зайнялася модельною кар'єрою.
Всесвітню популярність принесла Клум у 1998 році фотосесія на обкладинці американського журналу «Sports Illustrated», тираж якого сягав 20 млн у США. Клум стала однією з провідних моделей «Victoria's Secret». Вийшли журнали «Vogue» і «ELLE» з Клум на обкладинці. Однак Клум ніколи не виходила на подіуми під час великих показів в Парижі, Мілані або Нью-Йорку.
У грудні 2004 року вийшла перша книга Клум «Klum's Body of Knowledge: 8 Rules of Model Behavior (to Help You Take Off on the Runway of Life)».

### Реклама
Клум бере участь в рекламних кампаніях «Katjes» (випускають солодощі), з 2005 для мережі ресторанів швидкого харчування «McDonald's». Вона також рекламує взуттєві марки «Stiefelkönig», «Birkenstock», засоби для укладання волосся «Taft» від концерну Henkel Group, мережу супермаркетів SPAR, бере участь в рекламній кампанії Douglas, а з осені 2007 року разом з тодішнім чоловіком Сілом рекламує нову модель «Volkswagen Tiguan».
Свою популярність Клум використовує для успішного продажу продуктів, що випускаються під ім'ям Гайді Клум. Це, наприклад, солодощі, прикраси, колекція одягу (разом з «Otto»), парфумерія. Нью-Йоркський ювелір «Mouawad» створив з Клум колекцію, він же щорічно оформляє бюстгальтер з діамантами, який Клум презентує на показі «Victoria's Secret».

### Кіно, музика, телебачення
Гайді Клум іноді грає камео в кіно- і телефільмах. Наприклад, в ситкомі «Спін Сіті» вона в семи серіях зіграла фотомодель Гайді Клум. Також виконала епізодичні ролі в серіалах «Секс і Місто», «Як я зустрів вашу маму», «Відчайдушні домогосподарки» і у фільмі «Диявол носить Прада».
У грудні 2004 року на телебаченні вийшло шоу «Проєкт Подіум», в якому журі вибирає, кого з 16 (а згодом — 16) кандидатів можна назвати найкращим дизайнером. Клум є однією з 11 продюсерів, співведучою та головою журі.

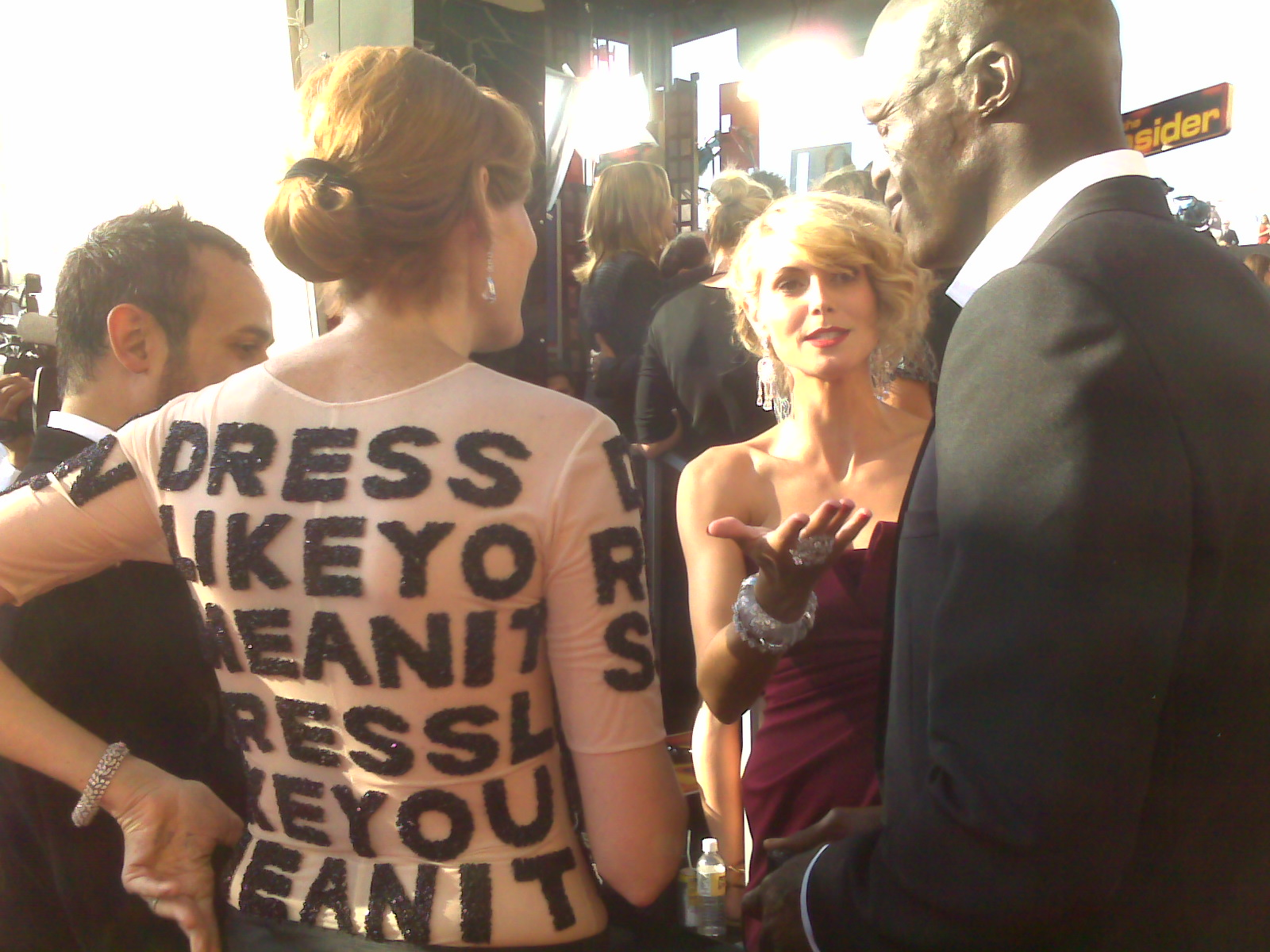
З чоловіком Сілом

У 2006 році на німецькому телебаченні (канал «ProSieben») вийшло реаліті-шоу «Germany's Next Topmodel», де дівчата виборюють головний приз — контракт з модельним агентством «IMG Models», автомобіль і обкладинку німецького видання «Cosmopolitan». За ним вийшли наступні чотири сезони телешоу в 2007, 2008, 2009 та 2010 роках.

## Філателія
У 2002 році пошта Гренади випустила серію з трьох марок з фотографіями Гайді Клум. Марки були випущені в малому аркуші з фотографіями на краях. На аркуші напис: «Відкрийте для себе красу марок».